# Ricky Martin (album, 1999)
Ricky Martin je páté studiové album zpěváka Ricky Martina, které vyšlo 11. května 1999
International. Celosvětově se prodalo přes 17 milionů kopií (aktuální zprávy hovoří o prodeji 22 milionů kusů).

## O albu
Ricky se zapsal do povědomí v hlavním proudu světové pop music svým chytlavým hitem "The Cup Of Life" z roku 1998, který se stal ústředním songem MS ve fotbale ve Francii. Fotbalovou hymnu z jeho čtvrtého alba Vuelve následovalo pár dalších hitů (například "La Bomba") a Ricky se stal celosvětovou pop stár s cenou Grammy za nejlepší latinské popové vystoupení. 
Album také zahrnuje první #1 hit "Livin' la Vida Loca", a "Be Careful (Cuidado Con Mi Corazón)", duet s Madonou. Taneční hity jako například "Livin La Vida Loca", "Maria" nebo "Shake Your Bon-Bon" se staly stěžejní písněmi Rickyho.

## Singly
- "Livin 'La Vida Loca" vydaná 23. března 1999, stala se jeho prvním singlem, který se dostal na 1.příčku v žebříčku Billboard Hot 100, kde byl na 1.příčce po dobu pěti po sobě jdoucích týdnů, také debutoval na prvním místě v hitparádě Latin Pop Songs setrvala deset týdnů taktéž se dostal na 1. místo Hot Latin Songs kde setrvala devět týdnů. Dále se umístila na 1. příčce v UK Singles Chart a na 1. v Kanadě a Austrálií. Americká asociace RIAA ji udělila platinovou (CD) a zlatou (Digital) certifikaci. Sngly poté: "She's All I Ever Had", 31, srpna 1999. "Shake Your Bon-Bon", 21, prosince 1999. "Private Emotion", Meja 21, Února 2000.
  - Píseň "The Cup Of Life" – Datum vydání: 12, května 1998 → Singl s alba Vuelve.

## Hitparády
| Hitparáda (1999)               | vrchol |
| ------------------------------ | ------ |
| Australská albová hitparáda    | 1.     |
| Britská albová hitparáda       | 2.     |
| Francouzská albová hitparáda   | 21.    |
| Italská albová hitparáda       | 20.    |
| Japonská albová hitparáda      | 5.     |
| Kanadská albová hitparáda      | 1.     |
| Německá albová hitparáda       | 2.     |
| Norská albová hitparáda        | 1.     |
| Novozélandská albová hitparáda | 1.     |
| Rakouská albová hitparáda      | 3.     |
| Španělská albová hitparáda     | 1.     |
| Švédská albová hitparáda       | 3.     |
| Švýcarská albová hitparáda     | 2.     |
| US Billboard 200               | 1.     |

| Hitparáda (1990–1999) | pozice |
| --------------------- | ------ |
| US Billboard 200      | 48.    |

| Hitparáda (1999)            | pozice |
| --------------------------- | ------ |
| Australská albová hitparáda | 6.     |
| Kanadská albová hitparáda   | 4.     |
| Nizozemská albová hitparáda | 56.    |
| Rakouská albová hitparáda   | 17.    |
| Švýcarská albová hitparáda  | 14.    |
| US Billboard 200            | 5.     |

| Hitparáda (2000)               | pozice |
| ------------------------------ | ------ |
| Australská albová hitparáda    | 72.    |
| Finská albová hitparáda        | 41.    |
| Novozélandská albová hitparáda | 46.    |
| US Billboard 200               | 42.    |

## Seznam písní
| Pořadí         | Název | Hudba                                 | Délka |
| -------------- | --- | ------------------------------------- | ----- |
| 1.             | Livin' la Vida Loca | Desmond Child, Robi Rosa              | 4:03  |
| 2.             | Spanish Eyes |                                       | 4:05  |
| 3.             | She's All I Ever Had | Robi Rosa, George Noriega, Jon Secada | 4:55  |
| 4.             | Shake Your Bon-Bon |                                       | 3:12  |
| 5.             | Be Careful (Cuidado Con Mi Corazón) (ft. Madonna)                                                                           | Madonna, William Orbit                | 4:02  |
| 6.             | I Am Made of You |                                       | 4:39  |
| 7.             | Love You for a Day |                                       | 3:45  |
| 8.             | Private Emotion (ft. Meja)                                                                                                  |                                       | 4:01  |
| 9.             | The Cup of Life ((Spanglish Radio Edit) (Mistrovství světa ve fotbale 1998 The Official Song of the World Cup, France '98)) |                                       | 4:37  |
| 10.            | You Stay with Me |                                       | 4:12  |
| 11.            | Livin' la Vida Loca ((Spanish Version))                                                                                     |                                       | 4:03  |
| 12.            | I Count the Minutes |                                       | 4:17  |
| 13.            | Bella ((She's All I Ever Had))                                                                                              |                                       | 4:54  |
| 14.            | María ((Spanglish Radio Edit))                                                                                              |                                       | 4:31  |
| Celková délka: | Celková délka: | Celková délka:                        | 60:01 |

## Po vydání
Toto album je třetím nejprodávanější ve Spojených státech, a také první anglické Ricky Martina. Pátého alba se Rickyho fanoušci dočkali velmi rychle, už rok po španělském albu Vuelve vydal album v angličtině s názvem Ricky Martin, kterého se celosvětově prodalo na 22 milionů kusů.